# Juan Benigno Vela (Tungurahua)
Juan Benigno Vela ist eine Ortschaft und eine Parroquia rural („ländliches Kirchspiel“) im Kanton Ambato der ecuadorianischen Provinz Tungurahua. Die Parroquia besitzt eine Fläche von 39,64 km². Die Einwohnerzahl lag im Jahr 2010 bei 7456. Die Parroquia wurde am 17. Juni 1931 gegründet. Namensgeber war Juan Benigno Vela (1843–1920), ein ecuadorianischer Politiker.

## Lage
Die Parroquia Juan Benigno Vela liegt im Anden-Hochtal von Zentral-Ecuador im Westen der Provinz Tungurahua. Der 3120 m hoch gelegene Hauptort befindet sich 9,5 km südwestlich der Provinzhauptstadt Ambato. Die Fernstraße E491 (Ambato–Guaranda) führt an Juan Benigno Vela vorbei. Die Parroquia erstreckt sich über die NNO-Flanke des 5018 m hohen Vulkans Carihuairazo und reicht im Norden bis zum Río Ambato.
Die Parroquia Juan Benigno Vela grenzt im Osten an die Parroquia Santa Rosa, im Südosten an die Parroquia Quinchicoto, im Westen an die Parroquia Pilahuín sowie im Norden an die Parroquia Pasa.